# Aliaxandra Hryshyna
Aliaxandra Hryshyna –en bielorruso, Аляксандра Грышына; transliteración rusa, Alexandra Grishina– es una deportista bielorrusa que compite en piragüismo en la modalidad de aguas tranquilas. Ganó dos medallas de plata en el Campeonato Mundial de Piragüismo, en los años 2014 y 2015, y tres medallas en el Campeonato Europeo de Piragüismo entre los años 2013 y 2015.

## Palmarés internacional
| Campeonato Mundial | Campeonato Mundial          | Campeonato Mundial | Campeonato Mundial |
| Año                | Lugar                       | Medalla            | Competición        |
| ------------------ | --------------------------- | ------------------ | ------------------ |
| 2014               | Moscú (Rusia)               | Medalla de plata   | K2 1000 m          |
| 2015               | Milán (Italia)              | Medalla de plata   | K2 1000 m          |
| Campeonato Europeo |                             |                    |                    |
| Año                | Lugar                       | Medalla            | Competición        |
| 2013               | Montemor-o-Velho (Portugal) | Medalla de bronce  | K4 500 m           |
| 2014               | Brandeburgo (Alemania)      | Medalla de oro     | K2 1000 m          |
| 2015               | Račice (República Checa)    | Medalla de oro     | K4 500 m           |